# Edwin Joerges
Edwin Joerges (* 24. August 1901 in Landau in der Pfalz; † nach 1966) war ein deutscher Verwaltungsjurist.
Von 1920 bis 1924 studierte Joerges an der Ludwig-Maximilians-Universität München, der Julius-Maximilians-Universität Würzburgun der Friedrich-Alexander-Universität Erlangen-Nürnberg Rechtswissenschaften In dieser Zeit wurde er auch Mitglied im AGV München. Mit der Dissertation „Die nach dem Kapitalfluchtgesetz vom 26. Januar 1923 strafbaren Handlungen“ von 1923 wurde er 1924 in Erlangen zum Dr. jur. promoviert. Nach der ersten juristischen Staatsprüfung folgte der dreijährige Vorbereitungsdienst, den er in Fürth u. a. beim Amts- und Landgericht absolvierte. 1928 legte er das Große juristische Staatsexamen ab und wurde zunächst Assessor bei der Regierung von Unterfranken. 1929 in das Staatsministerium des Innern versetzt, wurde er Regierungsrat I. Klasse. Von 1931 an bekleidete er das Amt des Bezirksamtmanns in Schweinfurt.
Vom 19. August 1938 bis 15. April 1945 war er Bezirksamtsmann (ab 1939: Landrat) in Aschaffenburg. Vom 1. Januar 1943 an war er gleichzeitig mit der Leitung der Verwaltung des Landratsamtes Alzenau beauftragt. Mit dem Ende des Krieges wurde Joerges beider Ämter enthoben und vom 15. April 1945 bis zum 22. April 1946 interniert. Im Entnazifizierungsverfahren wurde er am 17. Dezember 1948 durch die Spruchkammer Aschaffenburg als minderbelastet und im Berufungsverfahren als Mitläufer eingestuft, so dass er wieder im öffentlichen Dienst beschäftigt werden und seinen Dienst als Hilfsarbeiter beim Verwaltungsgericht Würzburg am 13. April 1949 aufnehmen konnte. Dort wurde er am 1. Juli 1950 Verwaltungsgerichtsrat und zum Jahresbeginn 1955 Verwaltungsgerichtsdirektor. Zum 1. September 1966 wurde Joerges in den Ruhestand verabschiedet.
Zum 1. Mai 1933 trat er der NSDAP bei (Mitgliedsnummer 3.130.493), für deren Ortsgruppe Schweinfurt-Nord er 1938 als Rechtsberater tätig war. Außerdem war er Mitglied des Freikorps Oberland (Frankenwacht) und des Bund Schwartz-Weiß-Rot in Fürth.